# Флабър
„Флабър“ (на английски: Flubber) е американска научнофантастична комедия от 1997 година на режисьора Лес Мейфийлд.
Преди това Мейфийлд е режисирал „Вярвай в чудеса“, заедно с Джон Хюз (който е сценарист на филма) и Бил Уолш. Филмът е римейк на „The Absent-Minded Professor“ (1961), филмът е продуциран от Walt Disney Pictures и Great Oaks Productions, във филма участват Робин Уилямс, Марша Гей Хардън, Реймънд Дж. Бари, Кристофър Макдоналд, Кланси Браун и Тед Ливайн. Филмът излиза на екран на 16 февруари 1997 г. в Ню Йорк, а в САЩ на 26 ноември 1997 г.

## Дублажи

### Александра аудио(2000)
| Преводач            | Майя Пачникова-Римини                                     |
| Тонрежисьор         | Виктор Стоянов                                            |
| Режисьор на дублажа | Екатерина Георгиева                                       |
| Озвучаващи артисти  | Поля Цветкова Владимир Пенев Стефан Димитриев Васил Бинев |

### bTV (2009)
| Преводач            | Боряна Петрова-Дешева                                                            |
| Тонрежисьор         | Венсан Мазманян                                                                  |
| Режисьор на дублажа | Чавдар Монов                                                                     |
| Озвучаващи артисти  | Ирина Маринова Радосвета Василева Владимир Пенев Благой Бойчев Христо Чешмеджиев |